# Goliathopsis duponti
Goliathopsis duponti är en skalbaggsart som beskrevs av Franz Antoine 1991. Goliathopsis duponti ingår i släktet Goliathopsis och familjen Cetoniidae. Inga underarter finns listade i Catalogue of Life.